# Ԥ (слово ћирилице)
Ԥ ԥ (искошено: Ԥ ԥ) је слово ћириличног писма. Користи се у абецеди абхаског језика, где представља аспирирани сугласник , замењујући сада застарело ⟨Ҧ⟩

## Рачунарски кодови
| Знак                      | Ԥ                                         | Ԥ                                         | ԥ                                       | ԥ                                       |
| ------------------------- | ----------------------------------------- | ----------------------------------------- | --------------------------------------- | --------------------------------------- |
| Назив у Уникоду           | CYRILLIC CAPITAL LETTER PE WITH DESCENDER | CYRILLIC CAPITAL LETTER PE WITH DESCENDER | CYRILLIC SMALL LETTER PE WITH DESCENDER | CYRILLIC SMALL LETTER PE WITH DESCENDER |
| Врста кодирања            | децимална                                 | хексадецимална                            | децимална                               | хексадецимална                          |
| Уникод                    | 1316                                      | U+0524                                    | 1317                                    | U+0525                                  |
| UTF-8                     | 212 164                                   | D4 A4                                     | 212 165                                 | D4 A5                                   |
| Нумеричка референца знака | &#1316;                                   | &#x524;                                   | &#1317;                                 | &#x525;                                 |

## Слична слова
- П п : Ћирилично слово
- Ҧ ҧ : Ћирилично слово П са кукицом у средини
- Ṕ ṕ : Латинично слово